# كيم بوث
كيم بوث (بالإنجليزية: Kim Booth)‏ هو سياسي أسترالي، ولد في 1951 بنيوساوث ويلز في أستراليا. حزبياً، نشط في حزب الخضر الأسترالي. وقد انتخب عضو مجلس النواب تسمانيا من الجمعية عن دائرة Division of Bass (state) ‏ (20 يوليو 2002 – 20 مايو 2015).